# Kröppelshagen-Fahrendorf
Kröppelshagen-Fahrendorf là một đô thị thuộc huyện Lauenburg, trong bang Schleswig-Holstein, nước Đức. Đô thị Kröppelshagen-Fahrendorf có diện tích 8,27 km², dân số thời điểm 31 tháng 12 năm 2006 là 1090 người.